# Campeonato Chileno de Futebol de 1975 - Segunda Divisão
O Campeonato Chileno de Futebol de Segunda Divisão de 1975 foi a 24ª edição do campeonato do futebol do Chile, segunda divisão, no formato "Primera B". Em turno e returno os 16 clubes jogam todos contra todos. O Campeão e o vice são promovidos para o Campeonato Chileno de Futebol de 1976. O último colocado iria para as Associações de Origem de Futebol do Chile - nível local.

## Participantes
| Equipe                                    | Cidade           | Região                           | No ano anterior                                      | Estádio                                               | Capacidade | Títulos        | Participações |
| ----------------------------------------- | ---------------- | -------------------------------- | ---------------------------------------------------- | ----------------------------------------------------- | ---------- | -------------- | ------------- |
| Deportes Iberia                           | Los Ángeles      | Região de Bío-Bío                | Quinto Lugar (Zona Sul)                              | Estádio Municipal de Los Ángeles                      | 5.000      | 0 (não possui) | 21            |
| Club de Deportes Ñublense                 | Chillán          | Região de Bío-Bío                | Quarto Lugar (Zona de Ascenso)                       | Estádio Bicentenário Municipal Nelson Oyarzún         | 12.000     | 0 (não possui) | 16            |
| Deportes Linares                          | Linares          | Região de Maule                  | Sétimo Lugar (Zona Sul)                              | Estádio Fiscal de Linares                             | 7.000      | 0 (não possui) | 15            |
| Club Social y Deportivo San Antonio Unido | San Antonio      | Região de Valparaíso             | Sétimo Lugar (Zona Norte)                            | Estádio Municipal Doctor Olegario Henríquez Escalante | 2.000      | 0 (não possui) | 14            |
| Ferroviarios de Chile                     | Estación Central | Região Metropolitana de Santiago | Terceiro Lugar (Zona de Ascenso)                     | Estádio Ferroviário Hugo Arqueros Rodríguez           | 30.000     | 0 (não possui) | 7             |
| Club Deportivo San Luis                   | Quillota         | Região de Valparaíso             | Quinto Lugar (Zona Norte)                            | Estádio Municipal Lucio Fariña Fernández              | 7.500      | 2 (1955, 1958) | 12            |
| Club de Deportes Ovalle                   | Ovalle           | Província de Coquimbo            | Quarto Lugar (Zona Norte)                            | Estádio Municipal de Ovalle                           | 8.000      | 0 (não possui) | 12            |
| Club Deportivo Independiente de Cauquenes | Cauquenes        | Região de Maule                  | Quarto Lugar (Zona de Ascenso)                       | Estádio Fiscal Manuel Moya Medel                      | 10.000     | 0 (não possui) | 5             |
| Audax Club Sportivo Italiano              | La Florida       | Região Metropolitana de Santiago | Quinto Lugar (Zona de Ascenso)                       | Estádio Santa Laura                                   | 22.375     | 0 (não possui) | 4             |
| Club Provincial Curicó Unido              | Curicó           | Região de Maule                  | Sexto Lugar (Zona Sul)                               | Estádio La Granja                                     | 8.000      | 0 (não possui) | 2             |
| Club Deportivo Trasandino de Los Andes    | Los Andes        | Região de Valparaíso             | Sexto Lugar (Zona de Ascenso)                        | Estádio Regional de Los Andes                         | 2.500      | 0 (não possui) | 20            |
| Club de Deportes Malleco Unido            | Angol            | Região de Araucanía              | Oitavo Lugar (Zona Sul)                              | Estádio Municipal Alberto Larraguibel Morales         | 4.000      | 0 (não possui) | 2             |
| Club Deportivo Universidad Católica       | Las Condes       | Província de Santiago            | Sexto Lugar (Zona Norte)                             | Estádio Independência                                 | 13.500     | 1 (1956)       | 3             |
| Club de Deportes Unión San Felipe         | San Felipe       | Região de Valparaíso             | Rebaixado do Campeonato Chileno de Futebol de 1974   | Estádio Municipal de San Felipe                       | 18.500     | 1 (1970)       | 7             |
| Club de Deportes Unión La Calera          | La Calera        | Província de Valparaíso          | Rebaixado do Campeonato Chileno de Futebol de 1974   | Estádio Municipal Nicolás Chahuán Nazar               | 10.000     | 1 (1961)       | 8             |
| Club Deportivo Soinca Bata                | Melipilla        | Região Metropolitana de Santiago | Acesso via Associações de Origem de Futebol do Chile | Estádio Soinca Bata                                   | xxxx       | 0 (não possui) | 1             |

## Campeão
| Campeão Chileno Segunda Divisão 1975                                 |
| -------------------------------------------------------------------- |
| Club Deportivo Universidad Católica (Las Condes) (2º título) Campeão |